# Valdepeñas (Gerichtsbezirk)
Der Gerichtsbezirk Valdepeñas ist einer der zehn Gerichtsbezirke in der Provinz Ciudad Real.
Der Bezirk umfasst 7 Gemeinden auf einer Fläche von 1.647,46 km² mit dem Hauptquartier in Valdepeñas.

## Gemeinden
| Gemeinde                  | Einwohner (2024) | Fläche km² | Dichte Einw./km² | Cod INE | Postleitzahl |
| ------------------------- | ---------------- | ---------- | ---------------- | ------- | ------------ |
| Almuradiel                | 752              | 66,16      | 11               | 13016   | 13760        |
| Castellar de Santiago     | 1.762            | 95,50      | 18               | 13033   | 13750        |
| Moral de Calatrava        | 5.103            | 188,20     | 27               | 13058   | 13350        |
| Santa Cruz de Mudela      | 3.871            | 134,60     | 29               | 13077   | 13730        |
| Torrenueva                | 2.669            | 142,15     | 19               | 13085   | 13740        |
| Valdepeñas                | 30.617           | 487,65     | 63               | 13087   | 13300        |
| Viso del Marqués          | 2.081            | 533,20     | 4                | 13098   | 13770        |
| Gerichtsbezirk Valdepeñas | 46.855           | 1.647,46   | 28               | –       | –            |